# Georg Betzler

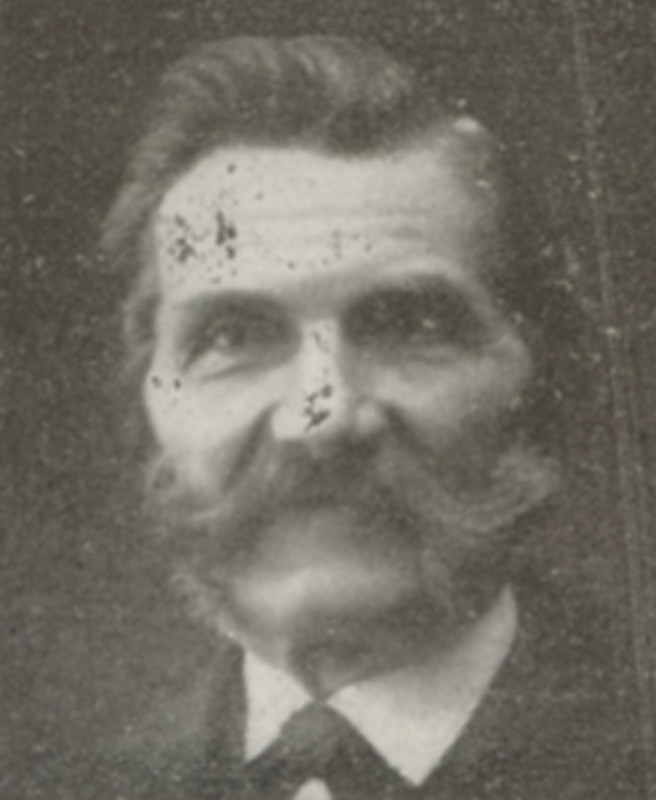
Georg Betzler, um 1913

Georg Betzler (* 1. August 1850 in Nendingen; † 26. Oktober 1942 ebenda) war Abgeordneter der Zentrumspartei im württembergischen Landtag. 

## Leben
Georg Betzler machte seinen Schulabschluss auf der Volksschule Nendingen und lernte dann den Beruf des Nagelschmieds. Seinen Militärdienst leistete er von 1871 bis 1874 beim 1. königlich-württembergischen Ulanenregiment. Er betätigte sich dann als Landwirt in Nendingen. Seine Erfahrungen in der Politik machte er zunächst im Nendinger Gemeinderat.

## Landespolitik
Mit einem überzeugenden Stimmenanteil konnte sich Georg Betzler bei den Wahlen im Dezember 1912 den Sitz für den Wahlkreis Tuttlingen sichern. Er war damit einer von acht Abgeordneten des II. Landeswahlkreises. Das Oberamt Tuttlingen, besonders seine Heimatgemeinde Nendingen, sind seit jeher Hochburgen der Zentrumspartei, obwohl dessen größte Stadt Tuttlingen evangelisch geprägt ist.
Während des Ersten Weltkrieges behielt er sein Mandat, obwohl seine Rolle im Parlament eher als die eines Hinterbänklers beschrieben werden kann.
Die Tatsache beim ersten Gang in den Stuttgarter Landtag gestürzt zu sein, kommentierte er mit dem Satz „Mir scheint, es ist hier im Landtag doch sehr glatt“.

## Familie
Die Politik liegt bei Georg Betzler in der Familie: So ist der Großvater seiner Frau Johanna (geb. Mattes, 1856–1932) der Landtagsabgeordnete Barnabas Mattes.